# Leopold Grahn

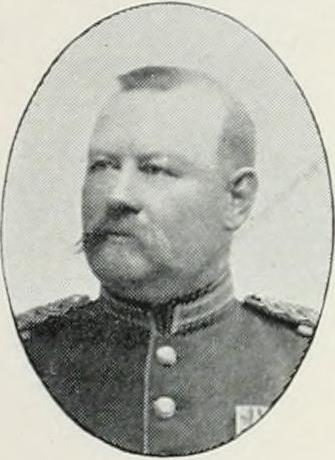
Leopold Grahn.

Zakarias Leopold Grahn, född 30 december 1846 i Haparanda, död 5 februari 1912 i Umeå, var en svensk militär och bankman. 
Grahn blev underlöjtnant vid Västerbottens fältjägarkår (Västerbottens regemente) 1870, löjtnant samma år, kapten 1886, major 1897, major i regementets reserv 1902 och befälhavare för Umeå rullföringsområde från samma år. Han var ledamot i centralstyrelsen för Westerbottens enskilda bank 1889–1898 och i centralstyrelsen för Bankaktiebolaget Stockholm-Öfre Norrland från 1898 samt ordförande i styrelsen för sistnämnda banks kontor i Umeå från 1899. Grahn blev riddare av Svärdsorden 1891.